# Ilsa, the Wicked Warden
Greta - Haus ohne Männer (en España: Ilsa, the Wicked Warden o simplemente Ilsa) es una película suiza de 1977, del género sexploitation, dirigida por Jesús Franco y protagonizada por Dyanne Thorne.
Secuela no oficial de las aventuras de Ilsa, llamada en esta producción alemana Greta. La saga se completa con Ilsa, la loba de las SS, Ilsa, la hiena del harén e Ilsa, la tigresa de Siberia.
En España nunca ha sido doblada esta película, pero si fue estrenada en los cine en versión original subtitulada, y se puede ver en Filmin.

## Sinopsis
Ilsa (Dyanne Thorne) trabaja como guardiana en un hospital psiquiátrico para mujeres jóvenes. Sin que ella lo sepa, su paciente Abby es en realidad la hermana de Rosa, una antigua paciente del hospital. Abby mintió para que la admitieran para descubrir qué le pasó a su hermana y poder rescatarla. Sin embargo, ella no sabe que Ilsa usa a los internos del hospital para crear pornografía, a menudo en contra de su voluntad. Abby se encuentra a merced de Juanna, amante de Ilsa y líder de varios de los internos del hospital. Juanna se esfuerza por hacer que Abby responda a sus avances, pero, ante la negativa de esta última, comienza a abusar de ella.

## Reparto
- Dyanne Thorne - Greta/Ilsa/Wanda
- Tania Busselier - Abbie Phillips
- Lina Romay - Juana
- Eric Falk - Pablo
- Howard Maurer - Amante de Greta
- Angela Ritschard - Rosa Phillips
- Peggy Markoff - No. 14
- Esther Studer - No. 24
- Jesús Franco - Dr. Milton Arcos (acreditado como Jess Franco)
- Lorli Bucher - Guardia
- Esther Moser - No. 18
- Sigad Sharaf - No. 20
- Sandra L. Brennan
- Alex Exler